# 池田満
池田 満（いけだ みつる、1955年 - ）は、日本の国語と歴史および思想の研究家。
「ホツマツタヱ」など、「ヲシテ」「ヲシテ文献」の研究をしている。大阪府出身。

## 著書などの仕事
- 『ホツマ神々の物語』（長征社） 1991
- 『和仁估安聡本 ホツマツタヱ』（松本善之助監修、新人物往来社） 1993
- 『校本三書比較 ホツマツタヱ・上編』（松本善之助監修、新人物往来社） 1995
- 『校本三書比較 ホツマツタヱ・中編』（松本善之助監修、新人物往来社） 1996
- 『The world of Hotsuma Legends』（Japan Translation Center） 1996
- 『校本三書比較 ホツマツタヱ・下編』（松本善之助監修、新人物往来社） 1997
- 『ホツマ辞典』（松本善之助装丁、池田満著、展望社） 1999
  - 『ホツマ辞典 改定版』（松本善之助装丁、展望社） 2020
- 『校註 ミサカフミ・フトマニ』（松本善之助監修、展望社） 1999
- 『ホツマツタヱを読み解く』（展望社） 2001
- 『定本 ホツマツタヱ』（松本善之助監修、展望社） 2002
- 『縄文人のこころを旅する』（展望社） 2003
- 『記紀原書ヲシテ』上・下（展望社） 2004
  - 『記紀原書ヲシテ 増補版』上・下（辻公則共著、展望社） 2021
- 『ホツマ縄文日本のたから』（展望社） 2005
- 『よみがえる日本語 - ことばのみなもとヲシテ』（青木純雄, 平岡憲人共著、監修、明治書院） 2009　ISBN 9784625634079
- 『ホツマで読むヤマトタケ（日本武尊）物語』（展望社） 2010
- 『新訂 ミサカフミ・フトマニ』（展望社） 2012
- 『よみがえる縄文時代 イサナギ・イサナミのこころ 新発見『ミカサフミ ワカウタのアヤ』アマテルカミが解き明かす』（展望社） 2013
- 『よみがえる日本語II - 助詞のみなもとヲシテ』（青木純雄, 斯波克幸共著、監修、明治書院） 2015　ISBN 9784625634154 -　図書館協会の選定図書[2]
- 『ホツマツタヱ発見物語』（松本善之助著、編、展望社） 2016　ISBN 978-4-88546-319-8
- 『東雲物語』（小説PDF、公開） 2018
- 『文献の把握の枠組みの認識を変更して頂くお願い』（自家版） 2020 - B5判16ページ
- 『ヲシテ文献の栞』（自家版） 2021 - A4判20ページ

### フォント
- 『縄文文字ヲシテA』（編、公開） 2006 - 漢字国字化時代の以前に遡及したヲシテのフォント
- 『和仁估安聡筆風のヲシテのフォント』（編、公開） 2018